# 2022年至2023年德国足球地区联赛
2022年至2023年德国足球地区联赛（德語：Fußball-Regionalliga 2022/23）是德国足球地区联赛作为德国第四级赛事的第15个赛季，也是改革为五轨赛制后的第10个赛季。自2018-19赛季起，将产生4个升入德丙联赛的名额。在本赛季中，来自西南、西部和北部地区联赛的冠军都可直接升级。来自巴伐利亚和东北地区联赛的冠军则需参加两场主客場制的升级资格赛，以确定第四个升级名额。

## 地区联赛构成
1. 由巴伐利亚足球协会辖下20支球队参加的2022年至2023年巴伐利亚地区联赛
2. 由德国北部足球协会辖下19支球队参加的2022年至2023年北部地区联赛
3. 由德国东北足球协会辖下18支球队参加的2022年至2023年东北地区联赛
4. 由德国西南足球地区协会及德国南部足球协会（巴伐利亚足协除外）辖下18支球队参加的2022年至2023年西南地区联赛
5. 由德国西部足球协会辖下18支球队参加的2022年至2023年西部地区联赛

## 升级资格赛
德丙升级资格赛由巴伐利亞地区联赛和东北地区联赛的冠军参加。主客場制两回合资格赛的胜者可升入2023年至2024年德国足球丙级联赛。首回合定于2023年6月7日举行，次回合定于2023年6月11日举行。
如果球队放弃参赛，或者没有任何球队能够通过地区联赛的竞技成绩入围，则升级名额将通过抽签产生。
以下球队通过竞技排名取得了参加升级资格赛的资格：
- 巴伐利亞地区联赛冠军：翁特哈兴
- 东北地区联赛冠军：科特布斯能量

| 第一隊       | 總比數 | 第二隊   | 首回合 | 次回合 |
| ------------ | ------ | -------- | ------ | ------ |
| 科特布斯能量 | 1–4    | 翁特哈兴 | 1–2    | 0–2    |

所有时间均为欧洲中部夏令时间（UTC+2）
| 2023年6月7日 20:30 |

| 科特布斯能量     | 1–2  | 翁特哈兴                 |
| ---------------- | ---- | ------------------------ |
| 希尔德布兰德 14' | 報告 | - 安斯帕赫 6' - 费奇 36' |

| 科特布斯友谊体育场 觀眾人數：17,580 ：蒂莫·格拉赫 |

| 2023年6月11日 13:00 |

| 翁特哈兴                  | 2–0  | 科特布斯能量 |
| ------------------------- | ---- | ------------ |
| - 费奇 17' - 埃利希 90+3' | 報告 |              |

| 下哈兴体育公园 觀眾人數：12,500 ：托比亚斯·赖歇尔 |

翁特哈兴以總比數3–2晋级。